# Књига о Индијанцима
Књига о Индијанцима, је књига немачког етнолога Еве Липс, објављена 1956. у Лајпцигу код издавача F. A. Brockhaus. Књига је на српскохрватском језику први пут објавњена 1959. године у издању издавачке куће Напријед из Загреба. На српском језику први пут је објављена 2016. године у издању Kokoro и Red Boxа из Београда у преводу Јована Ђака.

## О аутору
Ева Липс (1906−1988) је била немачки етнолог.

## О књизи
Књига о Индијанцима је приказ живота Еве Липс и вишедеценијског проучавања Индијанаца (посебно северноамеричких Наскапа и Оџибва у Минесоти), као и њене жеље да објективније прикаже веровања и живот америчких домородаца.
У књизи су описана бројна племена Северне, али и Централне и Јужне Америке. Ауторка покушава да одговори на питање ко су заправо Индијанци, како је на њих утицао долазак белаца, као и то колики је утицај извршила култура црначких робова приликом судара Старог и Новог света. Рушећи нека од раширених предрасуда везаних за Индијанце, ауторка надахнуто и с пуно поштовања пише о индијанским обредима, њиховом односу према животињама и биљкама, посебно дувану, који свој највиши израз добија у калумету - лули мира. Ауторка говори о индијанској речи, о индијанском плесу, о индијанском доживљају живота, природе, снова и натрпиродног.
Књига је подељена у пет поглавља:
- Први део говори о слабо насељеном континенту и људима који су ту живели, о дошљацима из Азије, који су дошли у Нови Свет и зашто се зову Индијанци, о њиховом броју и врсти, о представама које су имали о њима, о помоћним средствима која је наука пронашла да би могла да проучи Индијанце.
- Други део књиге говори о стварности, коју Индијанци налазе у сну, о духовима, који настањују њихов свет, о врачевима, који престављају њихове мудраце, о плесу, у коме се моле силама, о тамјану, лули мира.
- Трећи део књиге говори о снази изговорене речи, и зашто не познају заклетве, о сродству језика и песме, о великим индијанским говорницима и њиховим белим ученицима, о изрекама које су говорили, о поштовању које припада стварима, биљкама и животињама. У делу под називом Интермецо ауторка говори зашто у књизи, у којој се говори истина о Индијанцима мора бити речи и о црнцима.
- Четврти део књиге говори о највећем врхунцу који су достигли Индијанци, а који су у Нови свет дошли као сиромашни ловци, даље говори о златном царству Инка у Андима којим је владао Син Сунца.
- Пети део књиге говори о снази Индијанаца, која се налази у њиховој прошлости али и у њиховој будућности, о Индијанцима који данас живе али и о онима коју су некада живели и којих се сећамо.